# Левицкий, Василий Иосифович
Василий Иосифович Левицкий (12 февраля 1917 — 25 ноября 1990) — старший лейтенант Советской Армии, участник Великой Отечественной войны, Герой Советского Союза (1945).

## Биография
Василий Левицкий родился 12 февраля 1917 года в селе Ожаровка (ныне — Старосинявский район Хмельницкой области Украины). После окончания десяти классов школы работал токарем. В 1939 году Левицкий был призван на службу в Рабоче-крестьянскую Красную Армию. В 1941 году он окончил Сталинградское военно-политическое училище, в 1944 году — курсы усовершенствования командного состава. С марта 1942 года — на фронтах Великой Отечественной войны.
К августу 1944 года старший лейтенант Василий Левицкий командовал батареей 958-го самоходного артиллерийского полка 45-го стрелкового корпуса 5-й армии 3-го Белорусского фронта. Отличился в сражениях на территории Литовской ССР. 16 августа 1944 года Левицкий, участвуя в бою у населённого пункта Побержупе Шакяйского района, лично уничтожил семь немецких танков, несмотря на полученное ранение, продолжал сражаться до самого конца боя. На следующий день батарея Левицкого вышла к Государственной границе СССР в районе города Кудиркос-Науместис.
Указом Президиума Верховного Совета СССР от 24 марта 1945 года старший лейтенант Василий Левицкий был удостоен высокого звания Героя Советского Союза с вручением ордена Ленина и медали «Золотая Звезда».
В 1946 году Левицкий был уволен в запас. Проживал в Москве, после окончания Московского государственного педагогического института и Академии внешней торговли работал заместителем директора экспортной фирмы.
Был также награждён двумя орденами Отечественной войны 1-й степени и орденом Дружбы народов, рядом медалей.
Погиб в автокатастрофе.

## Интересные факты
Левицкий Василий Иосифович являлся двоюродным братом Левицкому Алексею Яковлевичу, народному артисту.